# Villa Talar

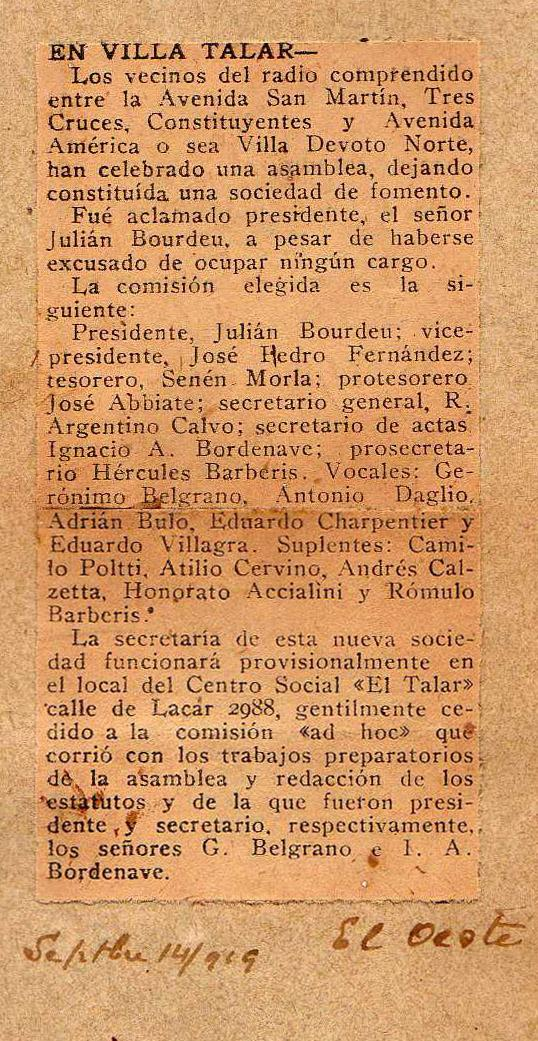
Nota de "El Oeste" del 14/9/1919 sobre la creación de la Asociación de Fomento de Villa Talar.

Villa Talar es uno de los más de cien barrios no oficiales de la Ciudad de Buenos Aires.
A diferencia de otros barrios no oficiales, no surgió dentro de otro barrio por motivos comerciales o culturales, sino que fue una urbanización creada desde cero sobre un terreno vacío en las afueras de Buenos Aires.
Sin embargo, nunca llegó a ser reconocido oficialmente como barrio por la Municipalidad y terminó siendo absorbido legalmente por Villa Devoto, Villa Pueyrredón y Agronomía.
Se trata de un espacio urbano residencial de casas bajas, con un relativamente escaso tránsito de vehículos. Sus casas son en general bajas a veces con un pequeño jardín en el frente o en el fondo, o ambos a la vez; no hay muchos edificios de altura. Se percibe la identidad de la zona en contraste con otras partes de los barrios de los cuales forma parte legalmente.
Llegó a tener su propia estación ferro-tranviaria, actualmente denominada Francisco Beiró.

## Ubicación
El barrio de Villa Talar está comprendido dentro del perímetro formado por la Avenida San Martín, Avenida Francisco Beiró (antes Tres Cruces), Avenida Constituyentes y Avenida General Mosconi (por el general Enrique Mosconi) (antes llamada Avenida América). La ley actual de barrios la ha cortado casi por la exacta mitad, por la línea de las calles Avda. Salvador María del Carril y La Pampa, asignando la porción norte al barrio de Villa Pueyrredón y la del sur al barrio de Agronomía.

## Historia
Todo el noroeste porteño tiene su origen en tierras del Partido de San Martín que la ciudad incorporó mediante canje por otras con la Provincia de Buenos Aires, en 1887. Pasaron así a ser porteñas, entre otras, las tierras de las familias Gainza y Lynch que corresponden -aproximadamente- a los actuales barrios oficiales y no oficiales de Villa Devoto, Villa Pueyrredón y Agronomía.

En un principio eran zonas netamente rurales, con pastos salvajes, montecitos y los animales de la pampa que, poco a poco, empezaban a retirarse ante la cada vez más frecuente presencia humana. Después empezaron a aparecer las quintas, los hornos de ladrillos y las primeras construcciones de alguna importancia. Entre las especies arbóreas, naturalmente, se destacaban los talas, en especial en los alrededores de las actuales Avenida Nazca y Beiró.

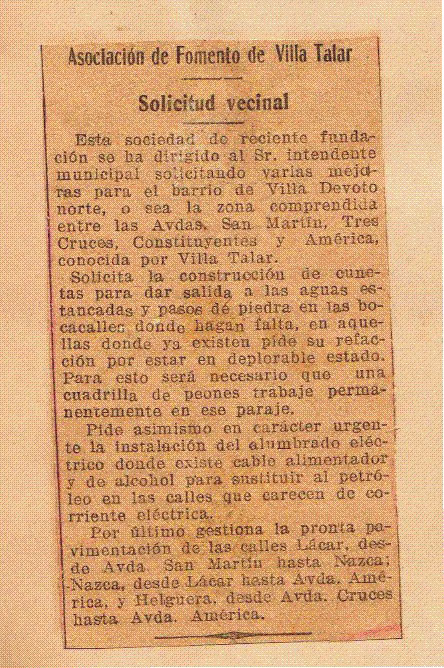

El 14 de septiembre de 1919 se constituyó la Asociación de Fomento de Villa Talar, una institución pionera que trabajaría mucho por el progreso de la zona. 

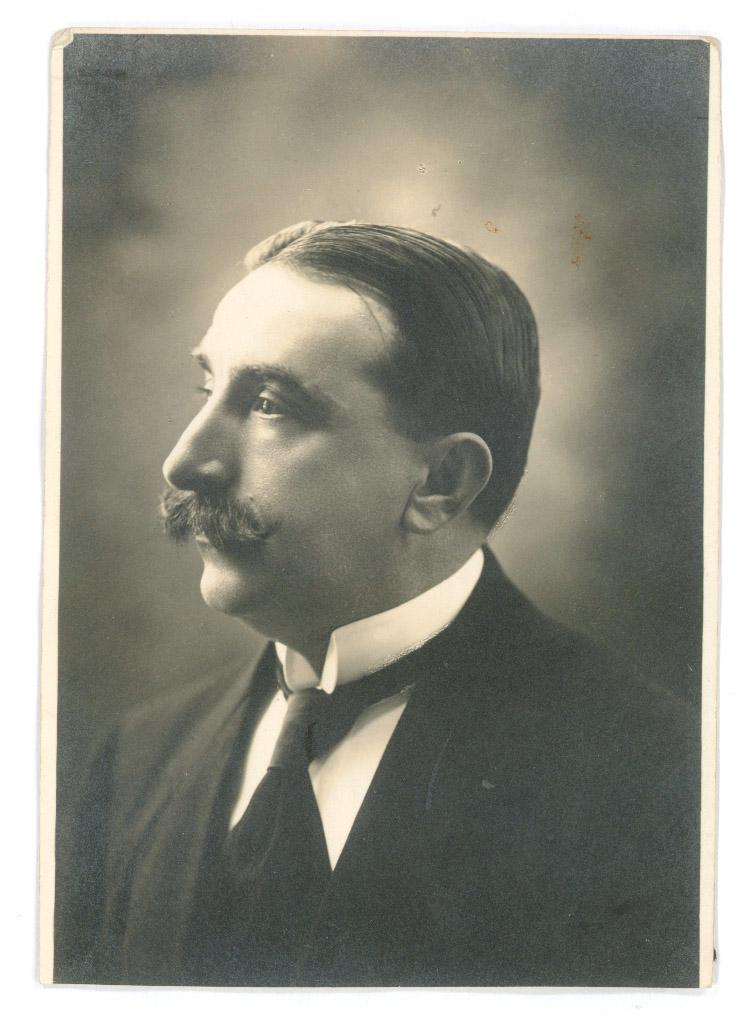
Julián Bourdeu hacia 1910

 La presidió entonces, y en varias oportunidades posteriormente, el vecino Julián Bourdeu comisario de la entonces Policía de la Capital y titular en la fecha mencionada de la Comisaría 12a. en el barrio de Caballito.

## Enlaces
- https://web.archive.org/web/20090816103239/http://www.elbarriopueyrredon.com.ar/historia/t/06.shtml
- http://www.periodicoelbarrio.com.ar (En especial, artículo de marzo de 2009, por el Sr. Eduardo Criscuolo)
- Web del barrio de Parque Chas.

- Datos: Q6162418